# Burg Jockgrim
Die Burg Jockgrim ist eine abgegangene Burganlage innerhalb der Gemeinde Jockgrim im Landkreis Germersheim in Rheinland-Pfalz.

## Geschichte
Bischof Nikolaus von Speyer ließ 1390 in Jockgrim eine Burg errichten. Nach Zerstörung in den Réunionskriegen wurde sie unter Hugo Damian von Schönborn wiederaufgebaut und in der Französischen Revolution endgültig zerstört. Die Burg sicherte den nördlichen Abschluss der Ortsbefestigung (auf allen anderen Seiten fällt das Gelände steil zur Rheinniederung ab) und war von Wassergräben umgeben. Erhalten sind lediglich einige Fundamente, die von neueren Gebäuden überbaut sind.